# Pedro Lemus
Pedro Juan Lemus Navarro es un arquitecto, urbanista, asesor y consultor en asuntos públicos, formulación de proyectos y desarrollo territorial. También se desempeña como Docente universitario. Actualmente es Secretario General de la Gobernación del departamento del Atlántico.  
Se graduó en Arquitectura en la Universidad del Atlántico. Cuenta con estudios de especialización en Planeación y Desarrollo Urbano Regional Sostenible en la Universidad del Norte y una maestría en Desarrollo Social también titulado en la Universidad del Norte esta vez, en convenio con la Universidad de París del Este. En la actualidad adelanta estudios de maestría en Desarrollo Urbano Sostenible en la Universidad del Atlántico.

## Biografía
Nació en la ciudad de Barranquilla, en el hogar conformado por Antonio Lemus y Magdalena Navarro. Tiene dos hijos, Pedro Carlos, quien cursó estudios de Literatura en la ciudad de Bogotá y Juan Diego, quien estudia Arquitectura en la ciudad de Barranquilla.
Apasionado por el urbanismo y la planeación del ordenamiento territorial, Pedro Lemus ha recorrido países como Brasil, Chile, Argentina, Panamá y Estados Unidos conociendo los modelos urbanísticos en el continente americano, así como también España, Portugal, Francia, Alemania y Holanda en el continente europeo y países como Dubái y Egipto en Oriente. Estas experiencias han enriquecido su visión como planificador, permitiéndole entender mejor las dinámicas de crecimiento y desarrollo de las comunidades, así como también, su relación con las instituciones y los demás actores de la sociedad. 

### Trayectoria como Consultor
Inició su ejercicio profesional en el campo de la consultoría en planeación y desarrollo, participando en la elaboración de planes de ordenamiento territorial y |planes de desarrollo municipales]], en municipios de la Caribe Colombiana, como Riohacha- Guajira, Ciénaga y Santa Marta  - Magdalena, Tolú, Coveñas y Sincelejo- Sucre, Puerto Colombia, Tubará, Piojó, Baranoa - Atlántico, entre otros.
Lemus se ha desempeñado con gran acierto como asesor de entidades territoriales del Caribe.
Estuvo al frente de la gerencia técnica para la construcción de 10.000 unidades de vivienda de Interés Social en el distrito de Barranquilla  y el municipio de Sincelejo, habiendo cumplido con los tiempos y requisitos exigidos por el Gobierno Nacional.
Fue asesor del área metropolitana de Barranquilla durante los años 2020 al 2022 formando parte del equipo de trabajo a cargo de la elaboración y adopción del Plan Integral de Desarrollo Metropolitano -PIDM- y el Plan Estratégico Metropolitano de Ordenamiento Territorial -PEMOT-.
También fue asesor de la Corporación del Río Grande de la Magdalena- Cormagdalena- en el año 2023, acompañando el desarrollo de las concesiones portuarias. 
Se desempeña como profesor universitario dictando clases de urbanismo y diseño en la facultad de arquitectura de la Universidad del Atlántico.
Actualmente es funcionario público siendo Secretario General de la Gobernación del Atlántico. 

### Trayectoria en el sector público
Gracias a sus méritos académicos y profesionales fue llamado a formar parte del Gobierno departamental del Atlántico desde el año 2008 hasta el año 2011 desempeñándose como Secretario de Planeación y, posteriormente, Secretario Privado asumiendo el rol de Gobernador encargado en más de 40 oportunidades. Durante su paso por el Gobierno Departamental, Lemus recorrió cada uno de los municipios y corregimientos del Atlántico llegando a conocer sus características y su problemática; lideró importantes procesos y atendió momentos de emergencia y orden público.
Posteriormente  fue nombrado nuevamente Secretario Privado de la Gobernación del Atlántico durante el periodo 2016-2018, teniendo bajo su cargo la coordinación de la Agenda de Desarrollo Atlántico 2020 conjuntamente con el Departamento Nacional de Planeación.
En enero de 2024 fue nombrado mediante decreto como Secretario General de la Gobernación del Atlántico.

## Gobernación del Atlántico

### Gobernador (e) del Atlántico
Fue designado mediante decretos como Gobernador (e) en 20 ocasiones. Durante este período manejó con el equipo de gobierno situaciones críticas como la inundación del Sur del Atlántico, deslizamientos en el Norte del departamento, asonadas en municipios como Candelaria por enfrentamientos entre la población civil, instalar y clausurar las sesiones de la Asamblea Departamental y representar al gobernador en las Juntas del área metropolitana, presidente de Indeportes, Tránsito, Edubar, Sindicatos, Comité de conciliación, Comisión de Personal de la Gobernación.

### Secretaría privada
Como secretario privado del Gobernador, una de las funciones principales fue sacar adelante los proyectos de Ordenanza de iniciativa gubernamental para aprobación de la Asamblea Departamental. En total se aprobaron una cifra histórica de 103 Ordenanzas, entre las cuales se destacan la aprobación del “Plan de Desarrollo 2008 – 2011”, el “Plan de Aguas”, el “Plan de Vías Departamental”, entre otras. Desde la secretaría privada y en su condición de planificador, diseñó el “Plan de Reconstrucción del Sur del Atlántico”, el cual fue adoptado por el Gobierno Nacional de Colombia y sus diferentes entidades para priorizar las inversiones, lideró el proceso de diseño y concertación con la comunidad de la plaza de la Paz en Barranquilla y la participación de la gobernación en el Centro de Eventos y Exposiciones del Caribe “Puerta de Oro”.

### Secretaría de Planeación
Como secretario de planeación lideró la elaboración y ejecución del Plan de Desarrollo más ambicioso en la historia del Atlántico. Inversiones que alcanzaron 2,5 billones de pesos en el cuatrienio, reflejados en la implementación de un Plan de Agua y Saneamiento, desarrollo de planes de seguridad y convivencia ciudadana, un importante plan vial que llegó a los sitios periféricos del departamento, Plan de expansión de la fibra óptica (Atlántico Digital) inversiones en educación destacándose el bilingüismo y la aplicación de tecnologías en el aula (tableros inteligentes), en salud además de lograr cobertura universal, se llegó a las zonas rurales a través de la Tele Medicina y más de 400 obras de infraestructura que transformaron la vida de los atlanticenses. Como secretario de planeación coordinó además el Plan de Seguridad Alimentaria – PANAL- para el Atlántico, el Plan Caribe Sin Hambre – convenio BID y la Agenda 2020 – documento de prospectiva que señala la ruta del Atlántico hacia los próximos años. También coordinó e implementó los “Encuentros Ciudadanos con el Gobernador” ejercicio de planeación participativa realizado en municipios, corregimientos y veredas, todos los fines de semana durante los 4 años de gobierno y los informes anuales de rendición de cuentas a la comunidad.

## Reconocimientos
- Condecoración medalla “Puerta de Oro de Colombia”, Decreto 1035 de 2011, en reconocimiento a “la tarea desarrollada en beneficio de la comunidad”, expedido por la Gobernación del Atlántico.
- Medalla Pentagrama de Oro de la Fundación Banda de Música Departamental de Baranoa, en reconocimiento “al constante acompañamiento en los procesos de la Fundación”. Diciembre de 2011.
- Personaje del año 2011, en reconocimiento al “excelente desempeño como funcionario de la Gobernación del Atlántico, joven dirigente sobresaliente”, expedido por la Organización de Periodistas Independientes del Caribe, en diciembre de 2011.
- Personaje del año 2010, expedido por la Organización de Periodistas Independientes del Caribe, en noviembre de 2010.

## Publicaciones y documentos
- “Tren de cercanías del Caribe”. Estudios preliminares elaborados conjuntamente con la UNCRD y el INTA, presentado al DNP, 2011.
- “Agenda 2020 del departamento del Atlántico”, publicada por el DNP, 2012.[10]
- “Conflictos ambientales por densidad de población en el Departamento del Atlántico”. Ensayo presentado a la Universidad del Norte, Facultad de Postgrados, 2006.
- “El Centro Histórico de Sincelejo en el POT y el grado de su deterioro físico y socioeconómico: una contradicción?”. Estudio presentado a la Universidad del Norte, Facultad de Postgrados, 2006.
- “El Caribe Colombiano: Situación actual y posibilidades de desarrollo”. Ensayo presentado a la Universidad Autónoma del Caribe, Facultad de Postgrados, 2001.
- “Red de Parques Naturales en el Departamento del Atlántico”. Documento presentado a la C.R.A. y el Ministerio del Medio Ambiente, 1997.
- “Recuperación de los cuerpos de agua de la Banda Oriental del Departamento del Atlántico”. Proyecto presentado a CORMAGDALENA y la C.R.A., 1997.
- “Aprendiendo a Reciclar”. Participación en el Concurso Nacional de Biodiversidad. Presentado al Ministerio del Medio Ambiente, 1995.
- “Construcción de un Parque Ecológico en el sitio conocido como Punta de Piedra” en el Municipio de Magangué, Departamento de Bolívar. Presentado a la Universidad del Atlántico, 1992.